# Крохмалюк Роман Андрійович
Крохмалюк Роман (8 червня 1906, Тернопіль, Австро-Угорщина — 9 лютого 1990, Детройт, США) — український журналіст, військовий і громадський діяч. Інженер. Співробітник «Енциклопедії українознавства», дійсний член НТШ.

## Життєпис
Народився 8 червня 1906 року у Тернополі. Закінчив Віденський політехнічний інститут (1931), навчався у Вищій торговельній школі у Відні. У 1934 році став співвласником фірми «Екамп» у Львові. Член Українського технічного товариства. Обирався до ради товариства. У 1939 р. емігрував до Німеччини, в 1951 р. — до США. Поселився в Детройті, працював у фірмі «Детройт-Едісон».
Помер 9 лютого 1990 року у Детройті.

## Творчість
Автор спогадів «Заграва на Сході» (1978), документальних праць.